# Schizoglossum angolense
Schizoglossum angolense är en oleanderväxtart som beskrevs av Rudolf Schlechter och Rendle. Schizoglossum angolense ingår i släktet Schizoglossum och familjen oleanderväxter. Inga underarter finns listade i Catalogue of Life.